# Gazpromavia
Gazpromavia (Gazprom Aviation) es una aerolínea basada en el Aeropuerto Internacional de Ostafyevo, en Moscú, Rusia. Opera vuelos chárter de pasajeros y carga, principalmente trabajando para la industria del gas y el petróleo. También opera vuelos regulares de pasajeros desde Moscú, ofreciendo destinos nacionales e internacionales.

## Historia
La aerolínea se fundó en marzo de 1995, e inició operaciones el 16 de abril de ese mismo año. La compañía es propiedad de OAO Gazprom, la mayor compañía explotadora de gas natural del mundo.
En 1997 se pusieron en marcha los planes para adquirir el Aeropuerto Internacional de Ostafyevo, en Moscú, los cuales se completarían a principios de 2000, dando así inicio a las obras de remodelación para utilizarlo como base de operaciones.

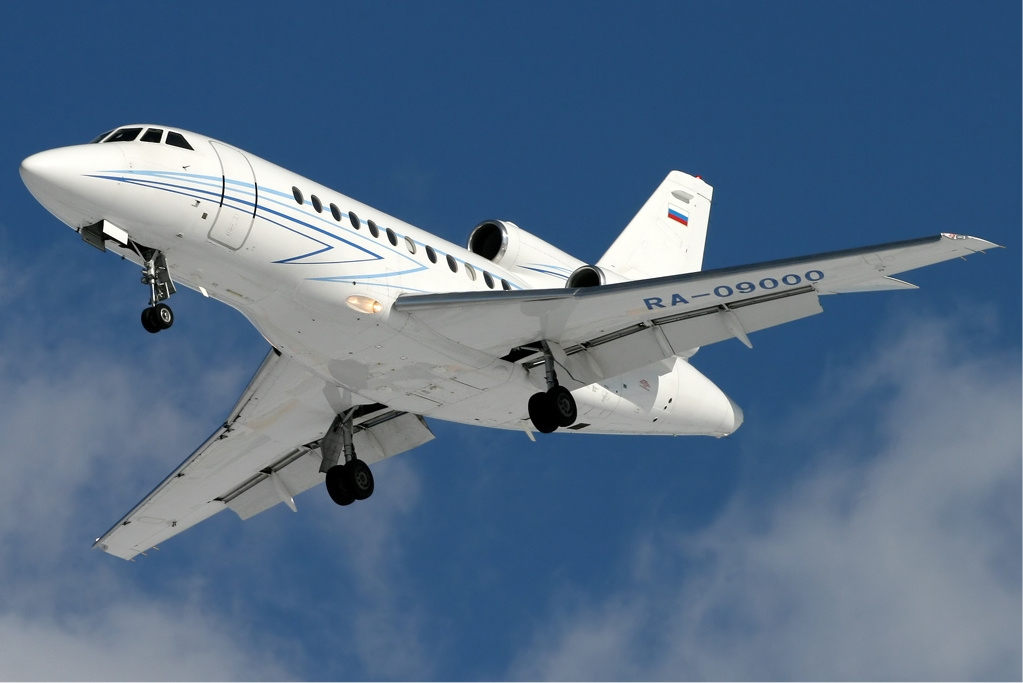
Falcon 900 aterrizando en el Aeropuerto Internacional de Ostafyevo

Desde 1998 Gazpromavia proporciona apoyo logístico al Rally París-Dakar, poniendo a disposición del evento 5 Antonov An-72 con sus respectivas tripulaciones.
En 2002 la aerolínea recibió el premio Alas de Rusia, y al año siguiente recibió este mismo pero por sus servicios de carga.
En 2004 la base de operaciones de la aerolínea se trasladó al Aeropuerto Internacional de Ostafyevo, donde se encuentra la mayoría de sus oficinas administrativas.
Actualmente opera servicios de carga para Gazprom, transportando piezas de vital importancia en un corto lapso de tiempo hacia las instalaciones petrolíferas que la requieran. Las tripulaciones de esta aerolínea reciben entrenamiento de la misma mano de la compañía fabricante del avión al que vayan a servir, razón por la cual ha sido catalogada como una de las aerlineas más seguras de Rusia en el 2007.

## Destinos

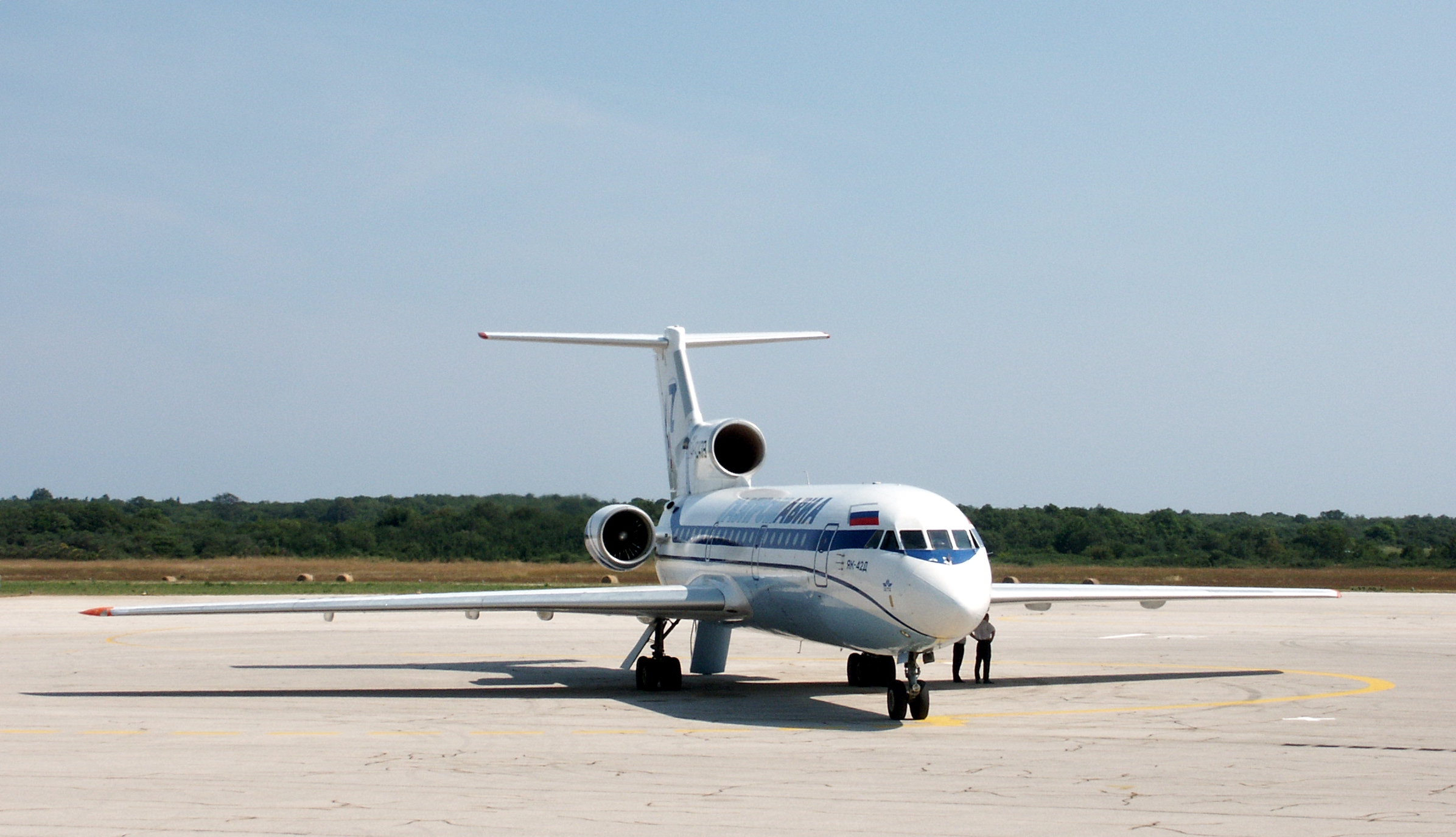
Yakovlev Yak-42 de Gazpromavia aparcado en el Aeropuerto Internacional de Ostafyevo

Rusia
- Bélgorod

- Beloziorsk

- Magnitogorsk

- Moscú hub

- Nadym

- Urengói

- Samara

- San Petersburgo

- Sochi

- Tyumen

 Serbia
Belgrado
 Uzbekistán
Nukus

## Flota
Poseen una numerosa flota de aviones, principalmente compuesta por aparatos de fabricación soviética, que dadas sus capacidades de operación, se ajustan más a las necesidades de la aerolínea, como por ejemplo las pistas poco preparadas. También poseen aviones ejecutivos, los cuales son utilizados para vuelos VIP o charter (mayo de 2020).
| Antonov An-74       | 9  | — |  |  |  |  |
| Boeing 737-700      | 3  | — |  |  |  |  |
| Sukhoi Superjet 100 | 10 | — |  |  |  |  |
| Eurocopter EC 135   | 8  | — |  |  |  |  |
| Dassault Falcon 900 | 5  | — |  |  |  |  |
| Dassault Falcon 7X  | 1  | — |  |  |  |  |
| Ilyushin Il-76      | 2  | — |  |  |  |  |
| Tupolev Tu-134      | 1  | — |  |  |  |  |
| Tupolev Tu-154      | 4  | — |  |  |  |  |
| Yakovlev Yak-42     | 8  | — |  |  |  |  |
| Yakovlev Yak-40     | 5  | — |  |  |  |  |
| Total               | 56 | — |  |  |  |  |

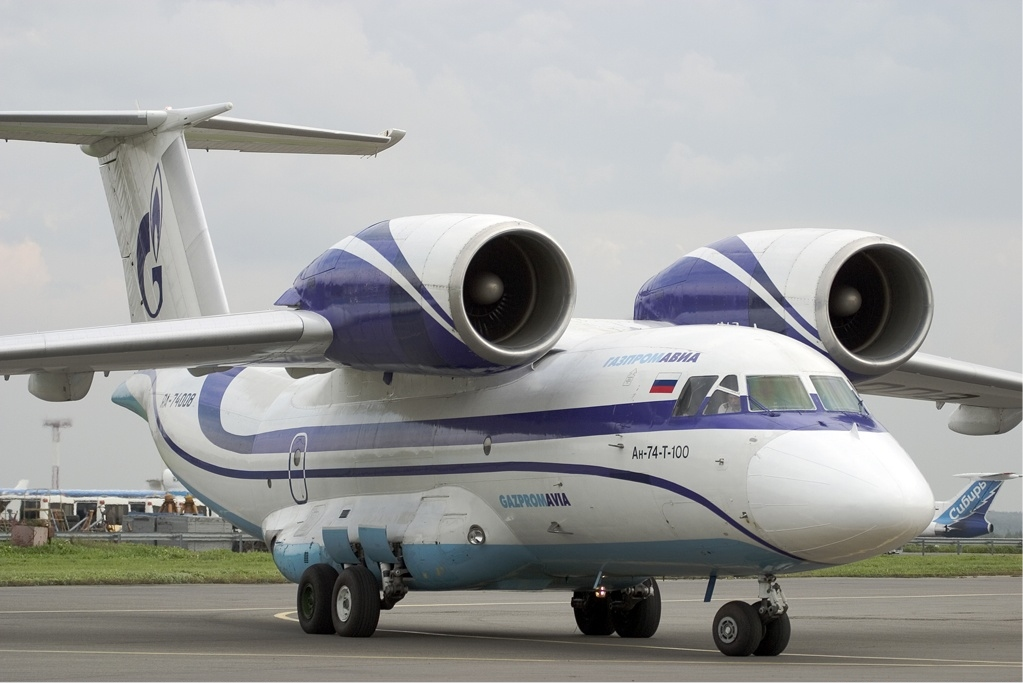
Antonov An-72 de la aerolínea

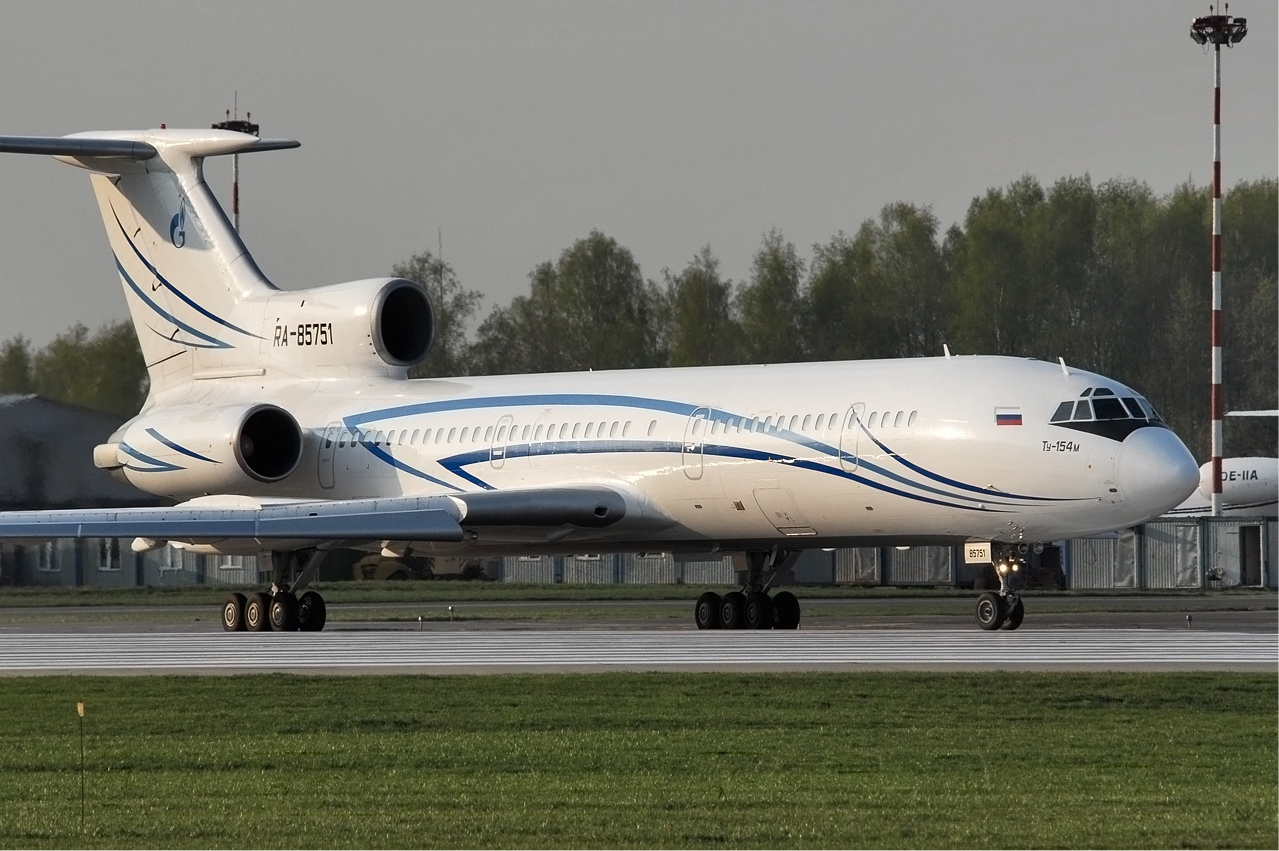
Tu-154 perteneciente a Gazpromavia

También poseen numerosos helicópteros para llegar a lugares donde no existen pistas de aterrizaje, o simplemente que el servicio no requiera de más espacio que el que proporcionan estos aparatos.
- 5 Mil Mi-2

- 56 Mil Mi-8

- 15 Mil Mi-17

- 1 Eurocopter EC 120

- 15 Kamov Ka-26

## Accidentes e Incidentes
- El 9 de enero de 2009 un Mi-17 se precipitó a suelo al sur de la República de Altái, en Rusia. Matando a 7 de las 11 personas a bordo.[2][3]

- El 22 de julio de 2009 un Mi-8 se estrelló cerca de Kotovo en el Óblast de Volgogrado matando a 6 de las 8 personas que viajaban en el aparato.[4][5]
- El 12 de julio de 2024 el Vuelo 9608 de Gazpromavia, un avión Sukhoi Superjet 100 se estrelló cerca de la ciudad de Kolomna, en el Óblast de Moscú. Los 3 tripulantes a bordo murieron en el accidente.[6]